# Alesia Mihdalowa
Alesia Mihdalowa (ur. 22 stycznia 1985 w Orszy) – białoruska piłkarka ręczna, prawa rozgrywająca, od 2009 zawodniczka MKS-u Lublin.

## Kariera sportowa
Treningi piłki ręcznej rozpoczęła w 1995 w rodzinnym mieście. W sezonie 2002/2003 występowała w BGPA Mińsk. W latach 2003–2009 była zawodniczką Startu Elbląg. Grając w elbląskiej drużynie, trzykrotnie znalazła się wśród 20 najlepszych strzelczyń Ekstraklasy. W sezonie 2005/2006, w którym rzuciła 142 gole w 28 meczach, zajęła w tym zestawieniu 17. miejsce. W sezonie 2007/2008, w którym zdobyła 178 goli w 28 spotkaniach, uplasowała się na 5. miejscu, natomiast w sezonie 2008/2009, w którym rzuciła 143 bramki w 28 meczach, zajęła 8. miejsce w klasyfikacji najlepszych strzelczyń Ekstraklasy. W sezonie 2006/2007 przebywała na urlopie macierzyńskim.
W maju 2009 podpisała kontrakt z SPR-em Lublin. Następnie podjęła decyzję o rezygnacji z występów w tym klubie, decydując się na kontynuację kariery w Starcie Elbląg, z którym zawarła nową umowę. SPR Lublin wystąpił jednak do Związku Piłki Ręcznej w Polsce o wydanie świadectwa transferu, które otrzymał na początku lipca 2009. Mimo to zawodniczka rozpoczęła treningi ze Startem. Wobec możliwości zawieszenia, ostatecznie zdecydowała się jednak na przejście do SPR-u. Z klubem z Lublina (przekształconym w 2013 w MKS Lublin) zdobyła sześć mistrzostw Polski (2010, 2013, 2014, 2015, 2016, 2018), trzy Puchary Polski (2010, 2012, 2018) oraz Challenge Cup w 2018. W sezonach 2013/2014, 2014/2015 i 2015/2016 zdobyła dla MKS-u 39 goli w Lidze Mistrzyń. Ponadto rzuciła 17 bramek w Pucharze EHF i 25 w Pucharze Zdobywców Pucharów (2014/2015 i 2015/2016).
Juniorska i młodzieżowa reprezentantka Białorusi. Występowała również w reprezentacji seniorek, m.in. w grudniu 2014 zagrała w trzech meczach eliminacyjnych do mistrzostw świata w Danii, w których rzuciła 16 bramek.

## Sukcesy
MKS Lublin
- Mistrzostwo Polski: 2009/2010, 2012/2013, 2013/2014, 2014/2015, 2015/2016, 2017/2018
- Puchar Polski: 2009/2010, 2011/2012, 2017/2018
- Challenge Cup: 2017/2018

Indywidualne
- 5. miejsce w klasyfikacji najlepszych strzelczyń Ekstraklasy: 2007/2008 (178 bramek; Start Elbląg)[3]
- 8. miejsce w klasyfikacji najlepszych strzelczyń Ekstraklasy: 2008/2009 (143 bramki; Start Elbląg)[3]
- Najlepsza prawa rozgrywająca Ekstraklasy w sezonie 2008/2009 według Sportowych Faktów (Start Elbląg)[5]